# Harmonisk våg

Noderna hos en vibrerande sträng är harmoniska.

Harmoni hos en vågrörelse är en frekvenskomponent av en signal som är heltalsmultipel av den fundamentala frekvensen, dvs om den fundamentala frekvensen är f, så är de harmoniska frekvenserna 2f, 3f, 4f, . . . etc. Harmonin har egenskapen att de alla är periodiska vid den fundamentala frekvensen, därför är summan av harmonierna också periodiska vid den frekvensen. Harmoniska frekvenser är jämnt utspridda med bredden av den fundamentala frekvensen och kan hittas genom att addera den frekvensen. Till exempel, om den fundamentala frekvensen är 25 Hz, så är frekvenserna av harmonin: 50, 75 100 Hz etc.